# Театральна програмка

Галілео Кіні. Програмка вистави «Турандот», 1926 р., Мілан. Театр Ла Скала

Театральна програмка — специфічний друкований путівник і довідник про виставу в театрі. Програмки друкують також до концертів, циркових вистав.

## Історія та сучасність

Врубель М. О., «Орфей», дизайн театральної програмки, листопад 1897 р.

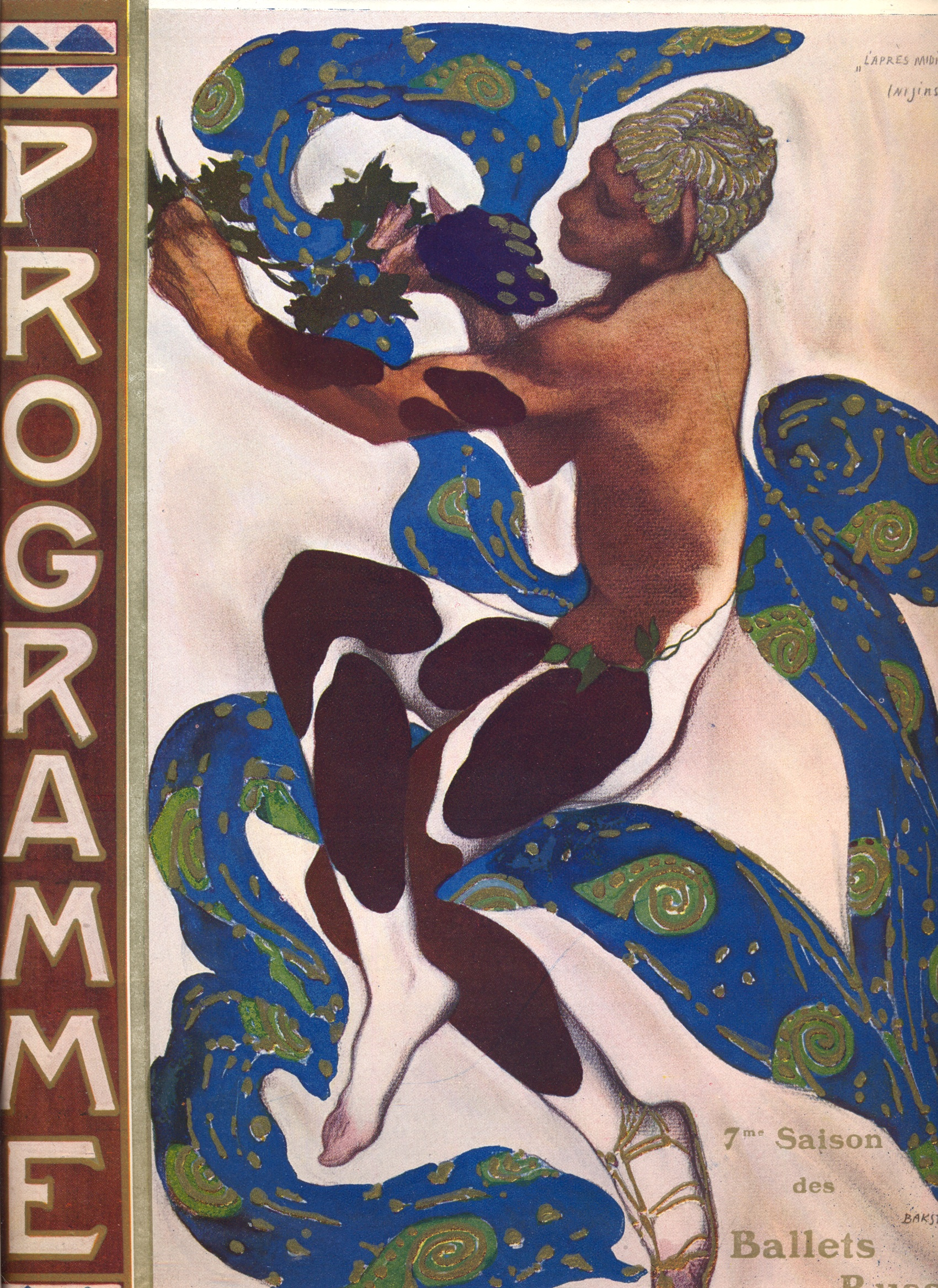
Леон Бакст, ескіз програмки з танцівником Ніжинським до балету «Післяполудневий відпочинок фавна», 1912 р.

Театральна програмка — продукт прогресу в Європі, значного розповсюдження паперу і друкованої графіки, відбиток захвату суспільства оперою та театральними виставами. Вони підсилюють рекламу театральних вистав чи окремих акторів, виконавців і режисерів.
Звична театральна програмка — це аркуш паперу з назвою вистави чи концерту, з вказівками імені автора, режисера, головних виконавців, композитора, театрального художника тощо. За часів СРСР в театральну програмку вносили також звання та нагороди дійових осіб, як ознаки визнання державою діяльності творчої особи і її обов'язкової лояльності до тоталітарного режиму («лауреат Сталінської премії 2-го ступеня», «Герой Соціалістичної Праці», «Народний артист СРСР»). Цього не робилося в театральних програмках і афішах закордонних театрів, де розподіл іде по категорії — «надпопулярний» чи «популярний».
Театральні програмки оперних та балетних вистав мають також відомості про сюжет, уривки лібретто вистави з коротким описом сюжету.
Розповсюдження кіно і кіносеанси спонукали відмовитись від створення програмок, їх заміняють титри на початку чи в кінці кінострічки. Але театральний чи кінофестиваль може супроводжуватись програмкою з переліком кінострічок чи театральних вистав і їх назвами.
Відсутність імені автора театральної дії на афіші чи в театральній програмці розглядається як порушення авторських прав. Іноді автор сам знімає власне ім'я з афіші чи театральної програмки з власних міркувань.
Театральна програмка може бути доповненням до афіші або мати самостійне значення. Іноді театральна програмка, виконана великими майстрами, має індивідуальні малюнки і складну друкарську технологію і стає справжнім твором друкованої графіки, несе ознаки панівного стилю доби.
До створення театральних програмок звертались провінційні і відомі столичні художники, серед яких Врубель Михайло Олександрович, Леон Бакст, Сомов Костянтин Андрійович та інші. Театральна програмка може бути як друкованою і зі значним накладом, так і виконаною власноруч і невеликим накладом. Останні іноді створюють аматоські колективи студентських театрів та товариств.
Театральні програмки і афіші минулого — вартісні артефакти театральної, циркової історії чи концертної діяльності. Вони давно експонати невеликих музейних експозицій при театрах чи державних музеїв, завдяки яким можна відтворити історію давно проведених вистав і концертів.

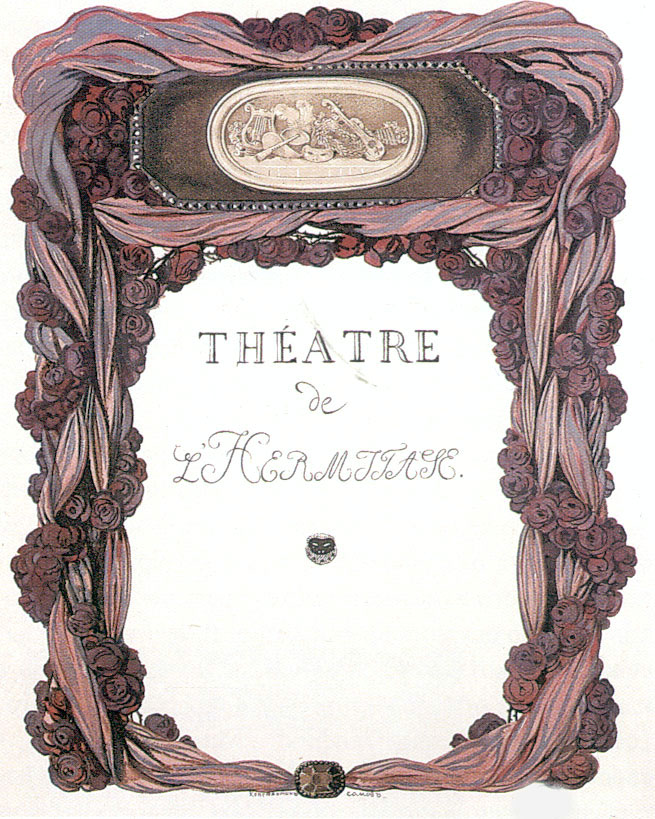
К. Сомов. Театральна програмка до вистави, ескіз 1900 р. Хромолітографія
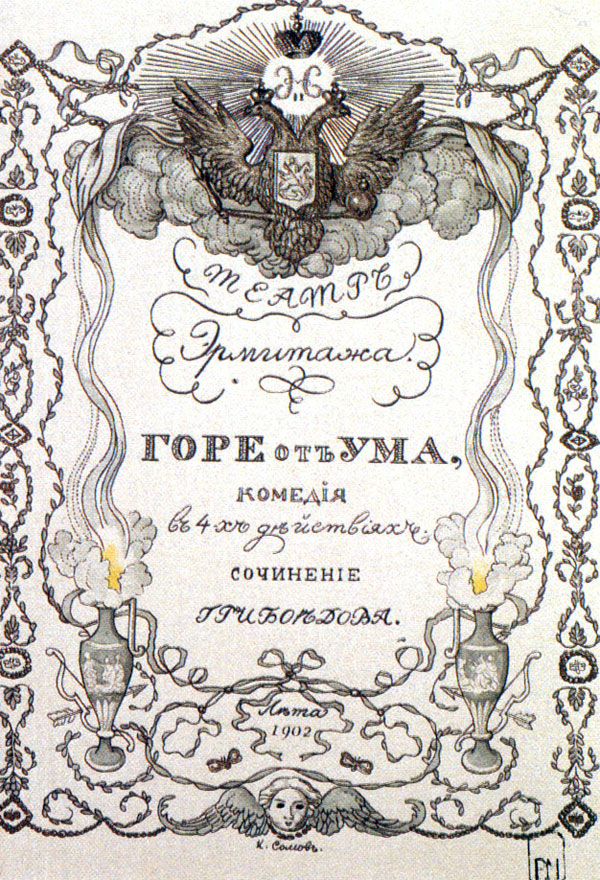
К. Сомов. Театральна програмка до вистави «Горе з розуму», 1902 р. Хромолітографія
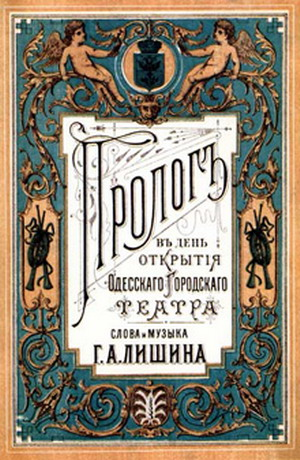
Афіша на відкриття 1-го сезону театра Одеси, 1887 рік.
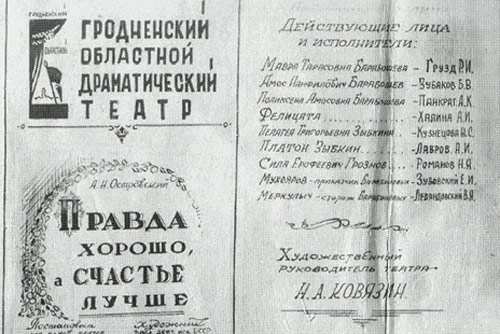
Гродненський драматичний театр. Фото театральної програмки 1947 р. до першої вистави театру.